# Classe Ammiraglio Francese
Le motovedette d'altura veloci classe Ammiraglio Francese, o classe 300, sono delle unità navali ognitempo e auto-raddrizzanti della Guardia Costiera italiana,  concepite per il servizio del soccorso marittimo (SAR) in grado di operare sia singolarmente, sia di essere coordinate in operazioni complesse in cui siano coinvolti anche velivoli quali elicotteri o altri mezzi aerei, anche in condizioni meteo marine avverse. Sono state realizzate dai cantieri Codecasadue di Viareggio, in ventidue esemplari con distintivo ottico da CP 301 a CP 312 e da CP 319 a CP 328. La classe è intitolata all'ammiraglio Giuseppe Francese, Comandante generale del Corpo delle capitanerie di porto, sotto la cui guida sono stati potenziati gli organici del Corpo (Legge 255/91), che ha anche acquisito autonomia amministrativa, ed è stato costituito il Comando Generale del Corpo delle Capitanerie di porto.

## Caratteristiche
Le unità della classe hanno un dislocamento di 30,5 tonnellate, la loro lunghezza fuori tutto è 18,8 metri, la larghezza 6,10 metri e il pescaggio 1,07 metri. Le unità sono dotate di una strumentazione di telecomunicazione, navigazione e scoperta all’avanguardia e sono fornite di attrezzature particolari quali il parabordo perimetrale, altamente resistente agli urti e alle abrasioni, che, oltre a fornire un’enorme riserva di galleggiamento, permette di accostare qualsiasi imbarcazione in condizioni di mare avverso. Il loro equipaggio standard è di 4 persone ed hanno la possibilità di recuperare fino a più di 100 naufraghi a bordo e prestare un primo soccorso, con zattere di salvataggio, fino a 210 persone.

### Propulsione
L'apparato motore è costituito da due motori Diesel entrobordo MAN D2842LE410, ciascuno dei quali con una potenza di 809 Kw (1100 Hp)@2100rpm e da due idrogetti KaMeWa Rolls Royce mod. FF 550 che consentono alle unità di raggiungere a pieno carico una velocità massima di 30 nodi. La riserva di carburante è di 6200 litri di gasolio che consentono un'autonomia che secondo il sito della Guardia Costiera è di 500 miglia, mentre secondo il sito del costruttore è di 460 miglia. Le unita sono dotate di due generatori Kholer 20 EFZD da 20 Kw a 230 V per i servizi di bordo.